# Kanál Ulgi
Kanál Ulgi, polsky Kanał Ulgi, německy Flutkanal, je vodní kanál na řece Odře. Je částečně veden i po krátkém úseku bývalého koryta řeky Odry. Vede kolem ostrova Bolko v částech Nadodrze, Półwieś, Szczepanowice - Wójtowa Wieś a Zaodrze města Opole (Opolí) v jižním Polsku. Geograficky se nachází v nížině Pradolina Wrocławska v Opolském vojvodství.

## Galerie

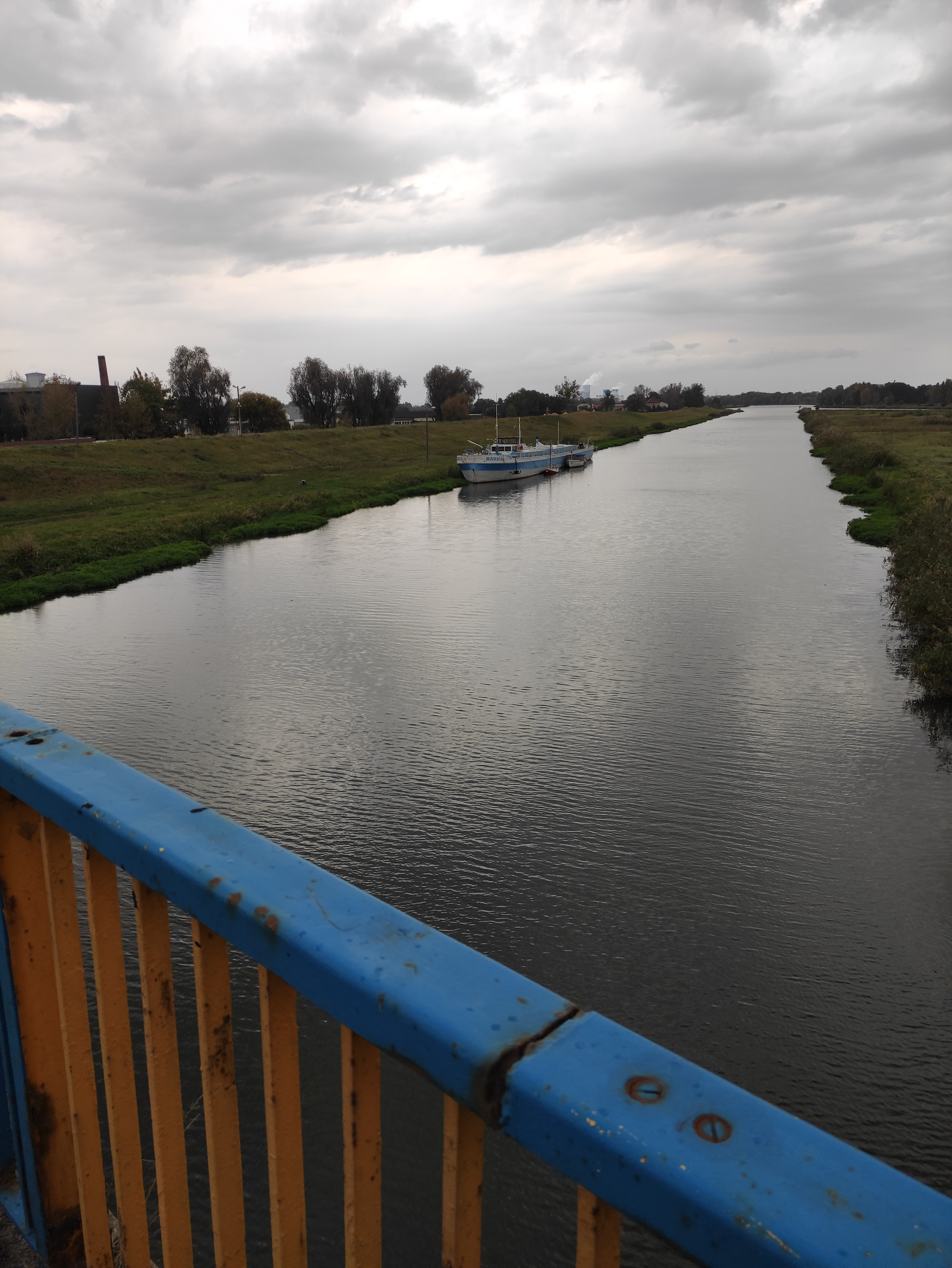
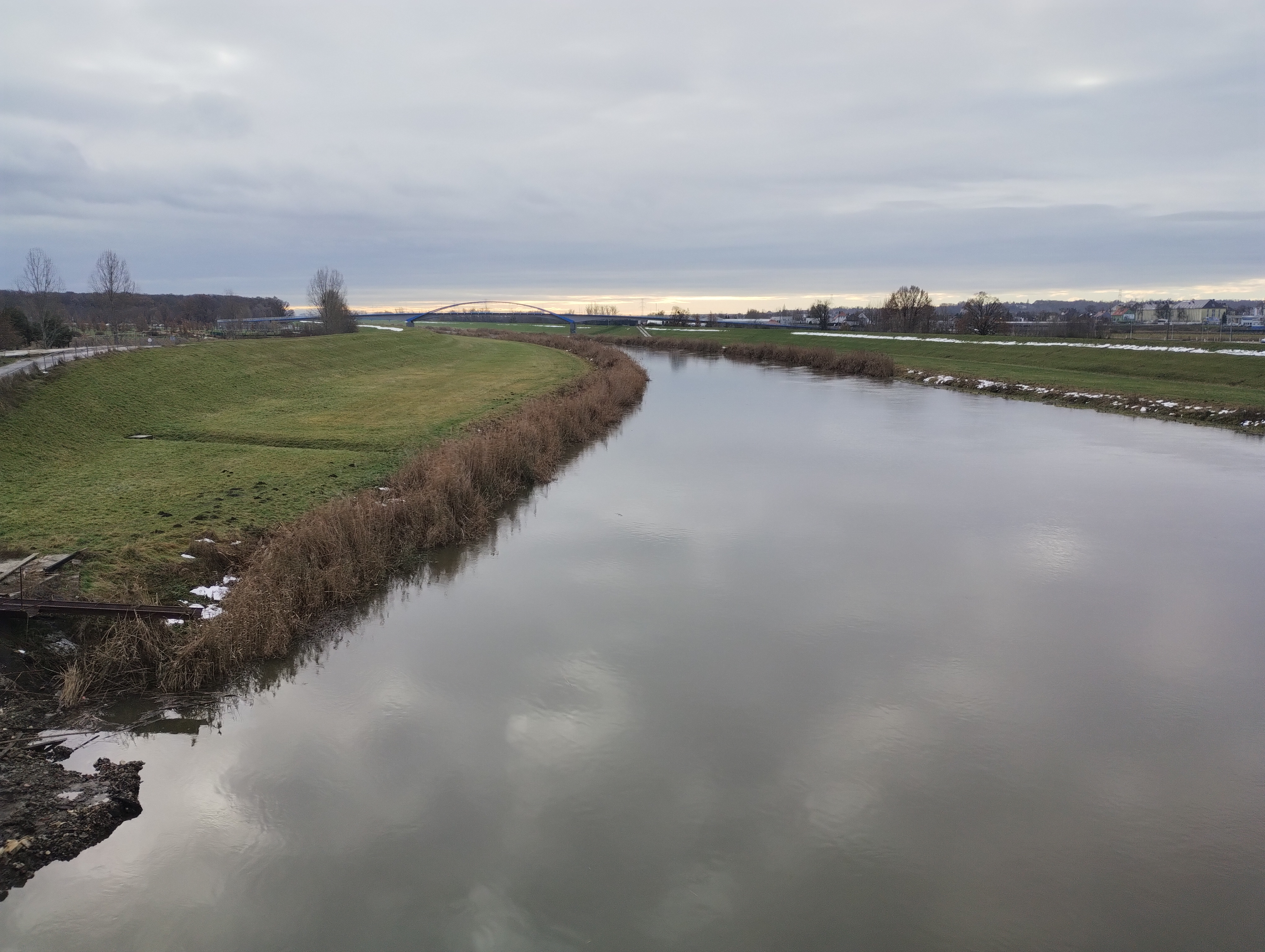
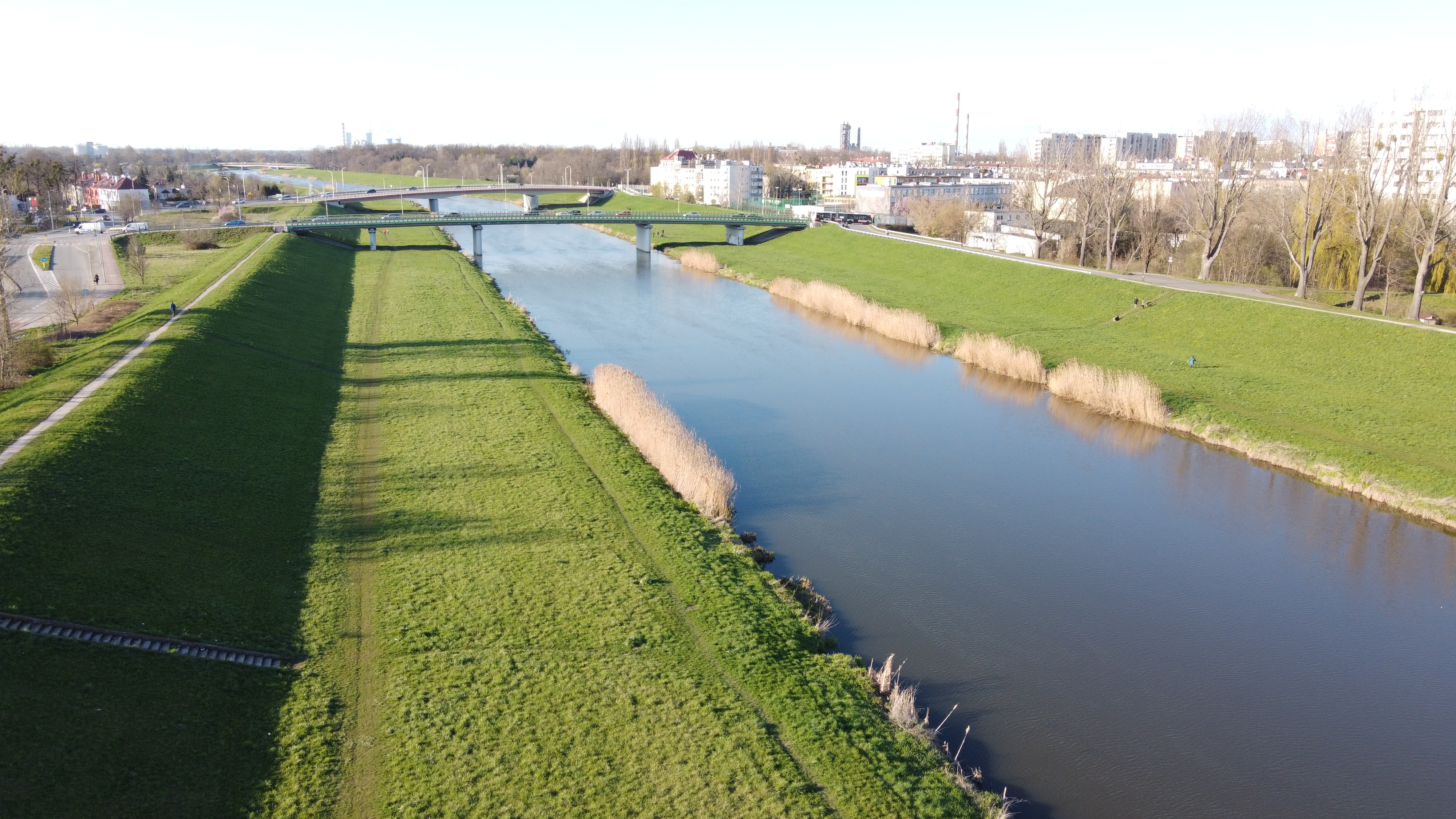

## Historie a popis kanálu

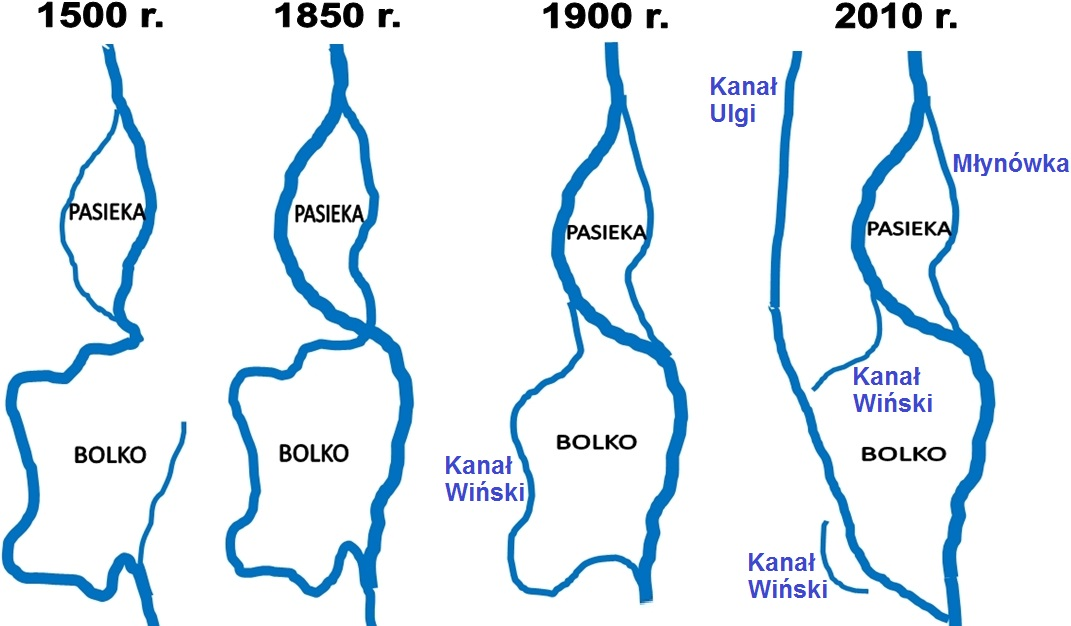
Historie toku řeky Odra ve městě Opole

Odlehčovací a protipovodňový kanál Ulgi má délku cca 5 km a šířku cca 25 m. Kanál byl stavěn s přestávkami od roku 1935. První etapa výstavby s náspy po celé délce kanálu, ale pro menší kapacitu odváděné vody při povodních, byla dokončena až v roce 1978. Katastrofální povodeň na Odře v roce 1997 a z ní vyplývající obrovské hmotné a lidské ztráty rozhodly v roce 2000 o dostavbě (tj. komplexním dokončení Kanálu Ulgi) jako největší a nejdůležitější investiční akce na zlepšení protipovodňové ochrany Opole. Kanál je využíván také k lodní dopravě a k rybaření. Kanál částečně vede po malém úseku staršího Kanálu Wiński, který protíná.

## Další informace
Kanál je celoročně volně přístupný.